# Sidi Baizid
Sidi Baizid est une commune de la wilaya de Djelfa en Algérie.